# Himmerland Rundt
La Himmerland Rundt és una competició ciclista danesa d'un sol dia que es disputa a la península de Himmerland a Jutlàndia. Creada el 2011, ja va entrar al calendari de l'UCI Europa Tour en una categoria 1.2. L'edició del 2020 fou suspesa per la pandèmia de COVID-19.

## Palmarès
| Any  | Vencedor              | Segon                  | Tercer               |         |
| ---- | --------------------- | ---------------------- | -------------------- | ------- |
| 2011 | Michael Reihs         | Rasmus Guldhammer      | Søren Pugdahl        |         |
| 2012 | André Steensen        | Nikola Aistrup         | Angelo Furlan        |         |
| 2013 | Yoeri Havik           | Kristian Dyrnes        | Magnus Cort Nielsen  |         |
| 2014 | Magnus Cort Nielsen   | Rasmus Guldhammer      | Søren Kragh Andersen |         |
| 2015 | Wim Stroetinga        | Asbjørn Kragh Andersen | Johim Ariesen        |         |
| 2016 | Jonas Gregaard Wilsly | Dion Beukeboom         | Krister Hagen        |         |
| 2017 | Nicolai Brøchner      | Audun Brekke Fløtten   | Nicklas Pedersen     |         |
| 2018 | André Looij           | Emil Nygaard Vinjebo   | Nicklas Pedersen     |         |
| 2019 | Niklas Larsen         | Nicolai Brøchner       | Bas van der Kooij    |         |
| 2020 | suspesa               | suspesa                | suspesa              | suspesa |
| 2021 | Mathias Larsen        | Nils Lau Nyborg Broge  | Rasmus Bøgh Wallin   |         |
| 2022 | suspesa               | suspesa                | suspesa              | suspesa |